# Walgreens Boots Alliance
Walgreens Boots Alliance (WBA), Уолгринс Бутс Эллаенс — крупнейшая в мире аптечная компания. Штаб-квартира в городе Дирфилд (США, штат Иллинойс, пригород Чикаго). Среди принадлежащих компании брендов — No7, Botanics, Liz Earle, Soap & Glory. В списке крупнейших компаний мира Forbes Global 2000 за 2021 год Walgreens заняла 457-е место (33-е по размеру выручки, 413-е по активам и 379-е по рыночной капитализации).

## История
Компания образована в 2014 году в результате поглощения компанией Walgreens сети аптек Alliance Boots.
Первая аптека Walgreens была открыта в 1901 году в Чикаго Чарльзом Уолгрином, в 1916 году девять его аптек были объединены в Walgreen Co. В 1927 году компания стала публичной, к 1929 году число её аптек достигло 397 в 87 городах восточной части США. С 1934 года акции компании начали котироваться на Нью-Йоркской фондовой бирже. С 1934 года компания начала открывать крупные магазины (Walgreen Super Store), где кроме медикаментов продавались готовые обеды и другие товары, а с отменой сухого закона также и спиртное. В 1940 году в Чикаго был открыт двухэтажный торговый центр с рестораном. В 1960-х годах сети торговых центров и ресторанов были значительно расширены. В 1974 году была открыта новая штаб-квартира в Дирфилде. В 1984 году был открыт тысячный магазин Walgreens. В 1988 году сеть ресторанов была продана. В 1997 году количество магазинов достигло 2200, рост достигался в основном за счёт открытия новых магазинов и аптек, в меньшей мере покупкой других сетей.

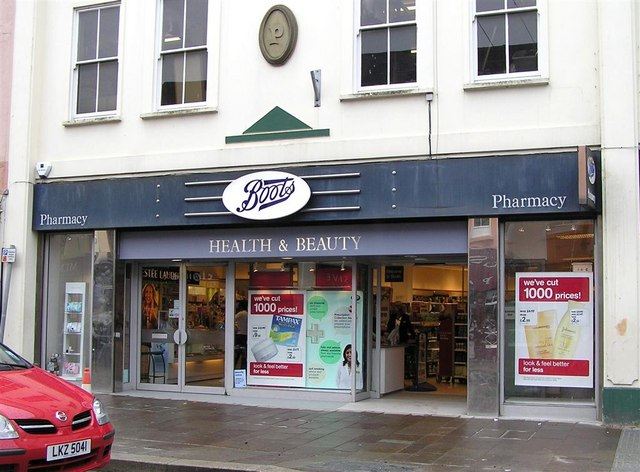
Аптека Boots в Северной Ирландии

The Boots Company была основана в 1849 году Джоном Бутом в Ноттингеме (Великобритания). Первоначально занималась продажей трав и других средств народной медицины, позже — патентованных лекарств, бакалеи, книг и канцелярских товаров. В годы Первой мировой войны компания начала собственное производство лекарственных препаратов, таких как аспирин и фенацетин, которые раньше импортировались из Германии. В 1920 году компания была продана американской сети Rexall, но в 1933 году Джон Бут младший, внук основателя, сумел выкупить её обратно. В том же 1933 году был открыт тысячный магазин Boots в Великобритании, а в 1936 году — первый в Новой Зеландии. После Второй мировой войны компания освоила производство антибиотиков и кортизонов, были созданы филиалы в Кении, Южной Африке, Сингапуре, Австралии и Пакистане. В начале 1960-х годов была создана собственная лаборатория, главным достижением которой стало открытие в 1962 году ибупрофена. В 1968 году был куплен конкурент, Timothy Whites, с 700 магазинами. Во второй половине 1970-х годов было куплено несколько сетей аптек в США и Канаде, в 1980-х годах компания вышла на рынки Испании, ФРГ и Франции. Ассортимент продукции был расширен офтальмологическими товарами, товарами для детей, автозапчастями и товарами для ремонта. В 1992 году в лаборатории компании был разработан препарат Маноплакс для лечения инфаркта миокарда, но уже через год его пришлось снять с реализации из-за сильных побочных эффектов; после этого лаборатория и подразделение по производству медикаментов были проданы. В конце 1990-х годов были проданы и большинство других активов, не связанных с торговлей медикаментами. В 1997 году Boots начала развивать сети аптек в Ирландии, Нидерландах и Таиланде.
Alleanza Farmaceutica была основана в 1977 году в Италии Стефано Пессиной на основе семейного бизнеса по оптовой торговле медикаментами. В 1991 году его компания, расширив деятельность на Францию, сменила название на Alliance Santé. В 1997 году эта компания объединилась с британской UniChem, образовав Alliance UniChem. В результате слияния Alliance UniChem с Boots в 2006 году образовалась пан-европейская группа Alliance Boots. В 2007 году все её акции были выкуплены Стефано Пессиной и частным инвестиционным фондом Kohlberg Kravis Roberts (KKR), для неё была создана зарегистрированная в Швейцарии холдинговая компания. В 2008 году компания создала совместное предприятие с Guangzhou Pharmaceuticals Corporation в КНР. В 2012 году Walgreens приобрела 45-процентный пакет акций Alliance Boots, а в 2014 году выкупила остальные акции, образовав Walgreens Boots Alliance. Также в 2014 году была куплена сеть аптек Farmacias Ahumada, работающая в Мексике и Чили.

## Акционеры и руководство

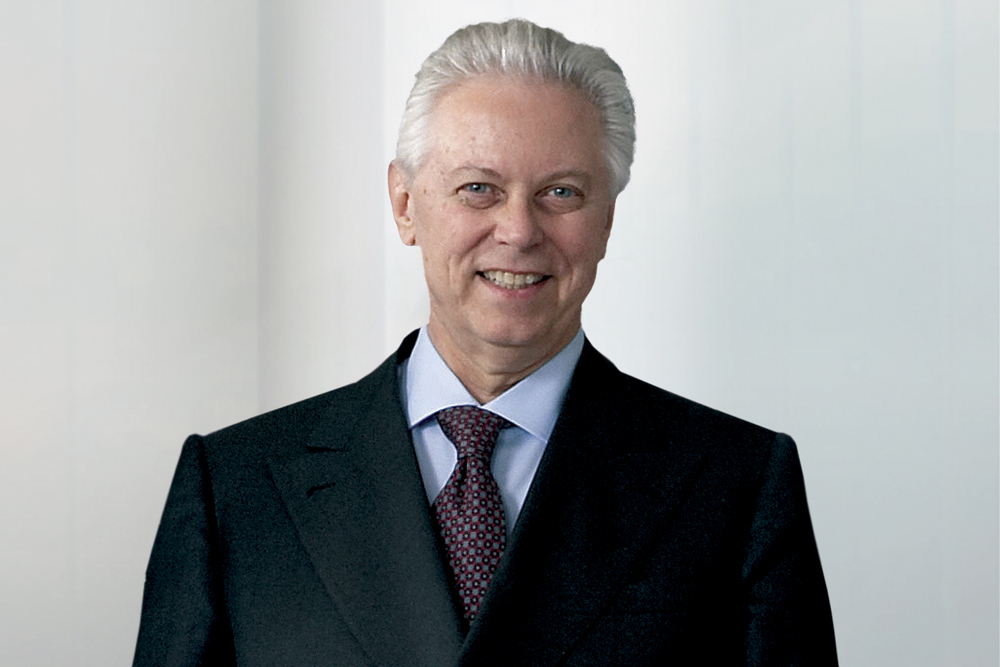
Стефано Пессина

По состоянию на 30 ноября 2015 года основными акционерами Walgreens Boots Alliance являлись Стефано Пессина и KKR Fund Holdings (в сумме им принадлежало 20,3 % акций), на долю менеджмента приходилось 1,4 %, остальные акции — в свободном обращении (акции компании торгуются на американской бирже NASDAQ, тиккер WBA).
Руководство компании:
- Стефано Пессина (Stefano Pessina, род. 4 июня 1941 года) — исполнительный председатель совета директоров с марта 2021 года, до этого, с 2015 года был главным исполнительным директором и вице-председателем; в правлении Alliance UniChem с 1997 года[2].
- Розалинда Брюэр (Rosalind Gates Brewer) — главный исполнительный директор с марта 2021 года, до этого, с 2017 по 2021 год, была главным операционным директором Starbucks[9].

## Деятельность

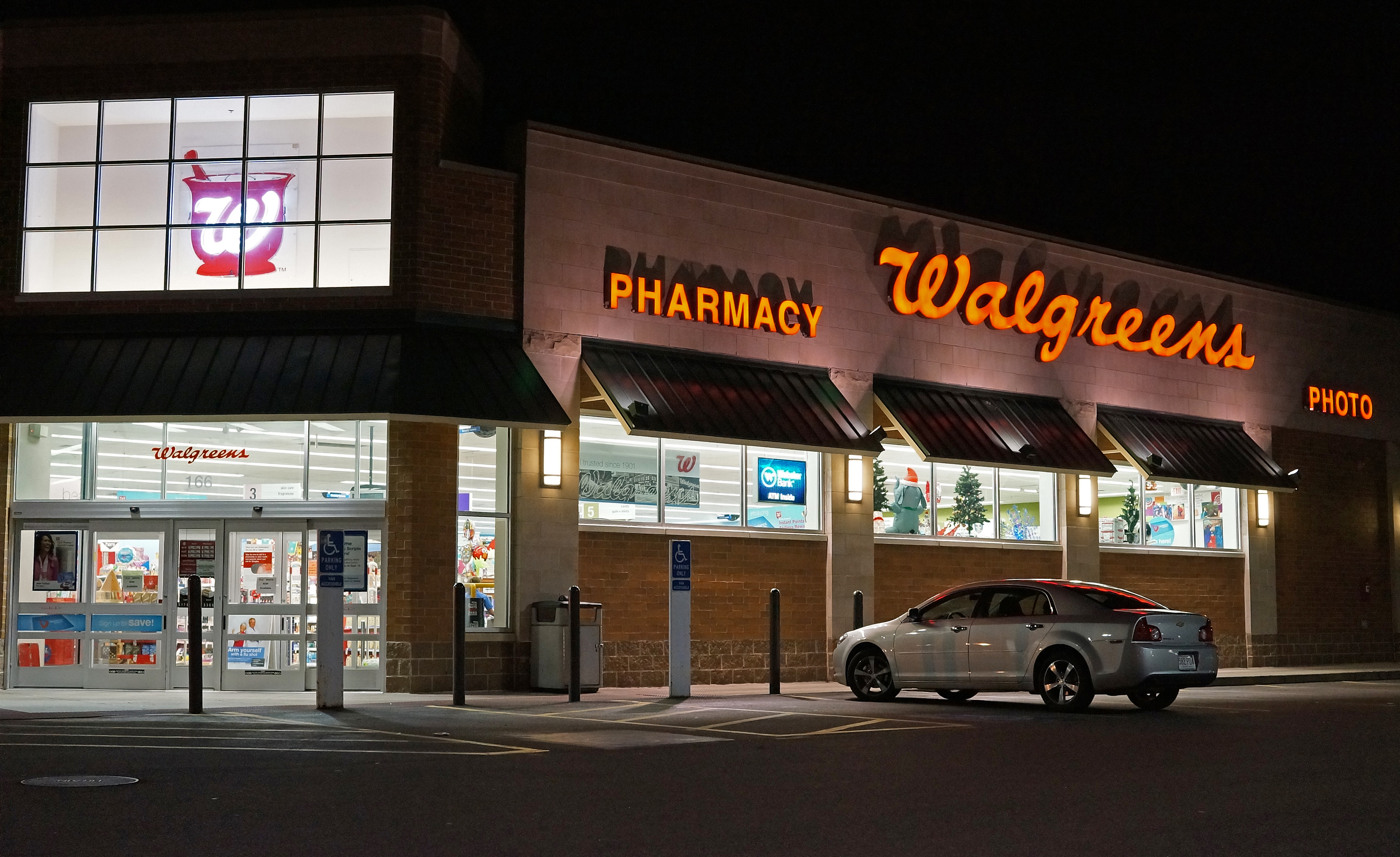
Магазин Walgreens в Массачусетсе

Сеть компании насчитывает 13 тыс. аптек и магазинов косметики, парфюмерии и средств гигиены в 11 странах. WBA также является крупнейшим фармдистрибутором, владеющим около 400 центрами дистрибуции, откуда лекарства и другие товары поступают в более чем 200 тыс. аптек, медцентров в 25 странах.
Подразделения по состоянию на 2021 финансовый год (окончился 31 августа 2021 года):
- США — деятельность дочерней компании Walgreens, продажа рецептурных препаратов (75 % выручки), а также безрецептурных препаратов, медицинских товаров, косметики, потребительских товаров, в том числе под собственными брендами NICE!, Finest Nutrition, No7 и Soap & Glory; сеть насчитывает около 9 тысяч торговых точек во всех 50 штатах, также осуществляет продажу по почте; выручка 112 млрд долларов.
- Международная — деятельность в других странах через дочернюю компанию Alliance Boots; более 4 тысяч торговых точек под названиями Boots (Великобритания, Ирландия, Таиланд), Benavides (Мексика), Ahumada (Чили); половину выручки приносит оптовая торговля медикаментами через центральную базу в Германии, 20 % — розничная продажа рецептурных препаратов, 30 % — другая розничная торговля; выручка 20,5 млрд долларов, из них 10,5 млрд в Германии, 8,3 млрд в Великобритании.

Владеет 28,5 % акций компании AmerisourceBergen, полученных в начале 2021 года взамен дочерней компании Alliance Healthcare и части розничной сети в Европе.
|                     | 2013  | 2014  | 2015  | 2016  | 2017  | 2018  | 2019  | 2020  | 2021  | 2022  |
| ------------------- | ----- | ----- | ----- | ----- | ----- | ----- | ----- | ----- | ----- | ----- |
| Оборот              | 72,22 | 76,39 | 103,4 | 117,4 | 118,2 | 131,5 | 136,9 | 139,5 | 132,5 | 132,7 |
| Чистая прибыль      | 2,548 | 1,932 | 4,220 | 4,173 | 4,078 | 5,024 | 3,982 | 0,456 | 2,542 | 4,336 |
| Активы              | 35,63 | 37,25 | 68,78 | 72,69 | 66,01 | 68,12 | 67,60 | 87,17 | 81,29 | 90,12 |
| Собственный капитал | 19,56 | 20,62 | 31,30 | 30,28 | 28,27 | 26,69 | 24,15 | 21,14 | 23,82 | 25,28 |

### Деятельность компании в России
До апреля 2016 года в России Walgreens Boots Alliance работал через своего российского дистрибутора Alliance Healthcare Russia.
Выручка ООО «Альянс хелскеа рус» (основная структура российского подразделения) в 2014 году составила 40,3 млрд рублей (-1,5 % к 2013 году), чистый убыток по итогам года вырос до 1,3 млрд рублей против 370,9 млн рублей годом ранее.
По данным маркетингового агентства DSM Group, выручка ООО «Альянс хелскеа рус» в 2015 году — 79,7 млрд рублей (+9 % к 2014 году). Доля компании на российском рынке дистрибуции фармацевтических препаратов на конец 2015 года составила 7,8 %.
В апреле 2016 года Walgreens Boots Alliance в обмен на своего российского дистрибутора приобрела 15 % акций аптечной сети «36,6». Одновременно WBA получил опцион на увеличение доли в российской аптечной сети до контрольной — американский ретейлер вправе увеличить пакет до 85 % в течение ближайших трех лет.